# Eucanthus alutaceus
Eucanthus alutaceus är en skalbaggsart som beskrevs av Cartwright 1944. Eucanthus alutaceus ingår i släktet Eucanthus och familjen Bolboceratidae. Inga underarter finns listade i Catalogue of Life.